# Élie Ier d'Antioche
Élie Ier d'Antioche fut le quarante-septième patriarche d'Antioche de 709 au 3 octobre 722 suivant le décompte de l'Église syriaque orthodoxe.